# Dejan Georgiewski
Dejan Georgiewski (mac. Дејан Георгиевски; ur. 8 maja 1999) – północnomacedoński taekwondzista.
W 2021 roku został srebrnym medalistą igrzysk olimpijskich w kategorii +80 kg po porażce w finale z Rosjaninem Władisławem Łarinem. Był to drugi w historii medal olimpijski dla Macedonii po uzyskaniu przez to państwo niepodległości (pierwszym medalistą był Mogamed Ibragimow, który zdobył brązowy medal w 2000 roku).
W 2018 roku zdobył srebrny medal igrzysk śródziemnomorskich w kategorii +80 kg.
Reprezentant klubu TK Butel trenowany przez Darko Kostowskiego.

## Odznaczenia
- Order 8 Września (2022)[6]